# Loi forale sur la langue basque
La loi forale sur la langue basque 18/1986 du 15 décembre 1986 (en espagnol : Ley foral 18/1986, de 15 de diciembre del vascuence, en basque : Euskararen Foru Legea) régit le statut du basque dans les administrations publiques et l'enseignement dans la communauté forale de Navarre en Espagne. La loi a été adoptée par le Parlement de Navarre et promulguée le 15 décembre 1986. Cette loi constitue le développement de l'article 9 de la Loi organique de réintégration et d'amélioration du régime foral de Navarre (es) du 10 août 1982 qui établit le statut d'autonomie de la Navarre.
« La langue basque aura également un statut de langue officielle dans les zones bascophones de Navarre.

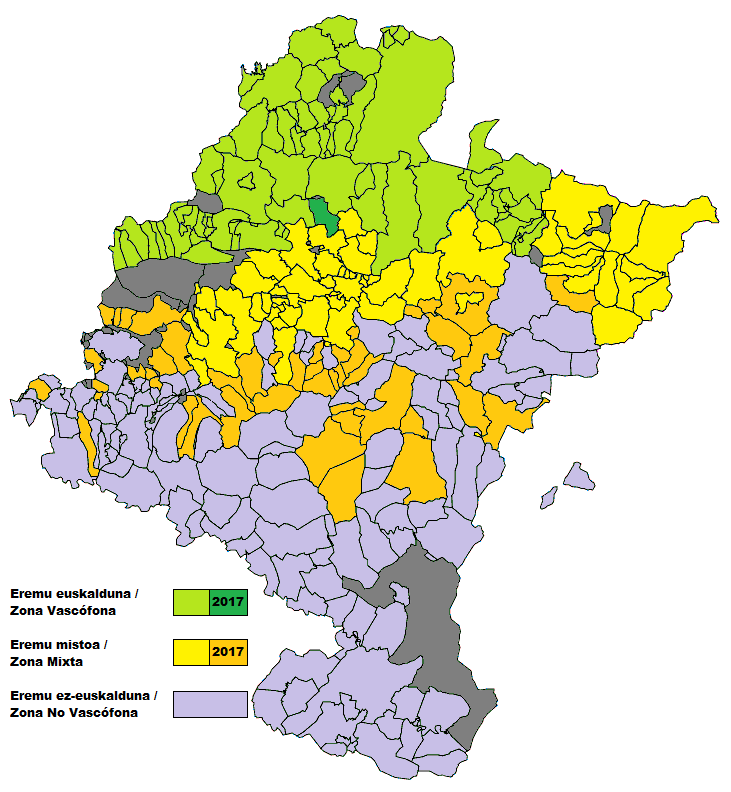
En vert, la zone bascophone, en jaune et orange la zone mixte et en gris clair la zone non-bascophone.

Une loi forale déterminera ces zones, régira l'utilisation officielle du basque et, dans le cadre de la législation générale de l'État, organisera l'enseignement de cette langue.
Loi organique 13/1982, du 10 août, de réintégration et d'amélioration du régime foral de Navarre »

## Situation linguistique
Selon le recensement de 2018, dans l'ensemble de la Navarre dont la population est de 537 229 personnes âgées de 16 ans et plus, l'espagnol est la langue maternelle pour 77,9 % d'entre eux. 
Parmi eux, 75 810 sont bascophones, ils parlent bien ou assez bien le basque et représentent 14,1 % de la population. Les bilingues receptifs, c'est-à-dire qu'ils connaissent le basque sans le pratiquer, sont 42 994 et représentent 8 % de la population ; Quant au non bascophones, ceux qui ne parlent pas le basque, les 418 425 personnes représentent 77,9 % de la population. Le nombre de personnes qui connaissent le basque augmente en Navarre d'année en année.
Conformément aux dispositions de l'article 9 de l'amendement de la juridiction, la norme institutionnelle de base de la Navarre, l'espagnol est la langue officielle de la Navarre et le basque est également une langue officielle dans les zones bascophones.
Article 2
1) Le castillan et le basque sont des langues propres de la Navarre et, par conséquent, tous les citoyens ont le droit de les connaître et de les utiliser.
2) Le castillan est la langue officielle de la Navarre. Le basque l’est également, selon les dispositions prévues à l’article 9 de la Loi organique de réintégration et d’amélioration du régime foral de Navarre et selon les dispositions de cette loi.

## Processus parlementaire
Le débat sur la législation linguistique et la réglementation des droits linguistiques en Navarre a commencé sans consensus et avec du retard par rapport à d'autres communautés autonomes qui avaient également une langue autre que l'espagnol, comme la Catalogne, l'euskadi, la Galice ou la communauté valencienne. 
Le projet a été débattu en commission du 12 au 20 novembre 1986 avec la position initiale favorable du Parti socialiste de Navarre (20 sièges) et du Parti nationaliste basque (3 sièges) (appartenant en réalité à Eusko Alkartasuna en raison de la récente scission du PNV). Les réticences à cette loi sont venues de l'Union du peuple navarrais (13 sièges) et de la Coalition populaire (constituée de l'Alliance populaire, du Parti démocratique populaire et de l'Union libérale) (8 sièges). Pour sa part, Herri Batasuna (6 sièges) n'a pas participé de sa propre initiative aux institutions et, par conséquent, n'a pas participé à l'élaboration de cette loi
Il a été présenté à la session plénière du Parlement le 2 décembre 1986, qui a donné son approbation avec 29 voix pour, 3 contre et 11 abstentions sur les 50 parlementaires,.

## Objectif
Conformément aux dispositions sur l'Amélioration de la Juridiction, la Loi Régionale du basque est l'instrument qui détermine de manière concrète quelles sont les zones bascophones de Navarre dans lesquelles l'Euskara est une langue co-officielle avec le castillan, qui elle, est officiel dans toute la Navarre. De plus, la loi provinciale déclare comme objectifs généraux :
« Article 1er
1) La présente loi forale vise la réglementation de l’usage normal et officiel de la langue basque dans le cadre de la cohabitation sociale et de l’enseignement.
2) Ses objectifs fondamentaux sont de:
   a) protéger le droit du citoyen à connaître et utiliser la langue basque et déterminer les instruments qui rendront ce droit effectif;
   b) protéger la restauration et le développement de la langue basque en Navarre en indiquant des mesures pour encourager son usage;
   c) garantir l’usage et l’enseignement de la langue basque selon une démarche volontaire, graduelle et respectueuse, en accord avec la réalité sociolinguistique de la Navarre.

3) Les variétés dialectales du basque en Navarre seront spécialement respectées et protégées. »

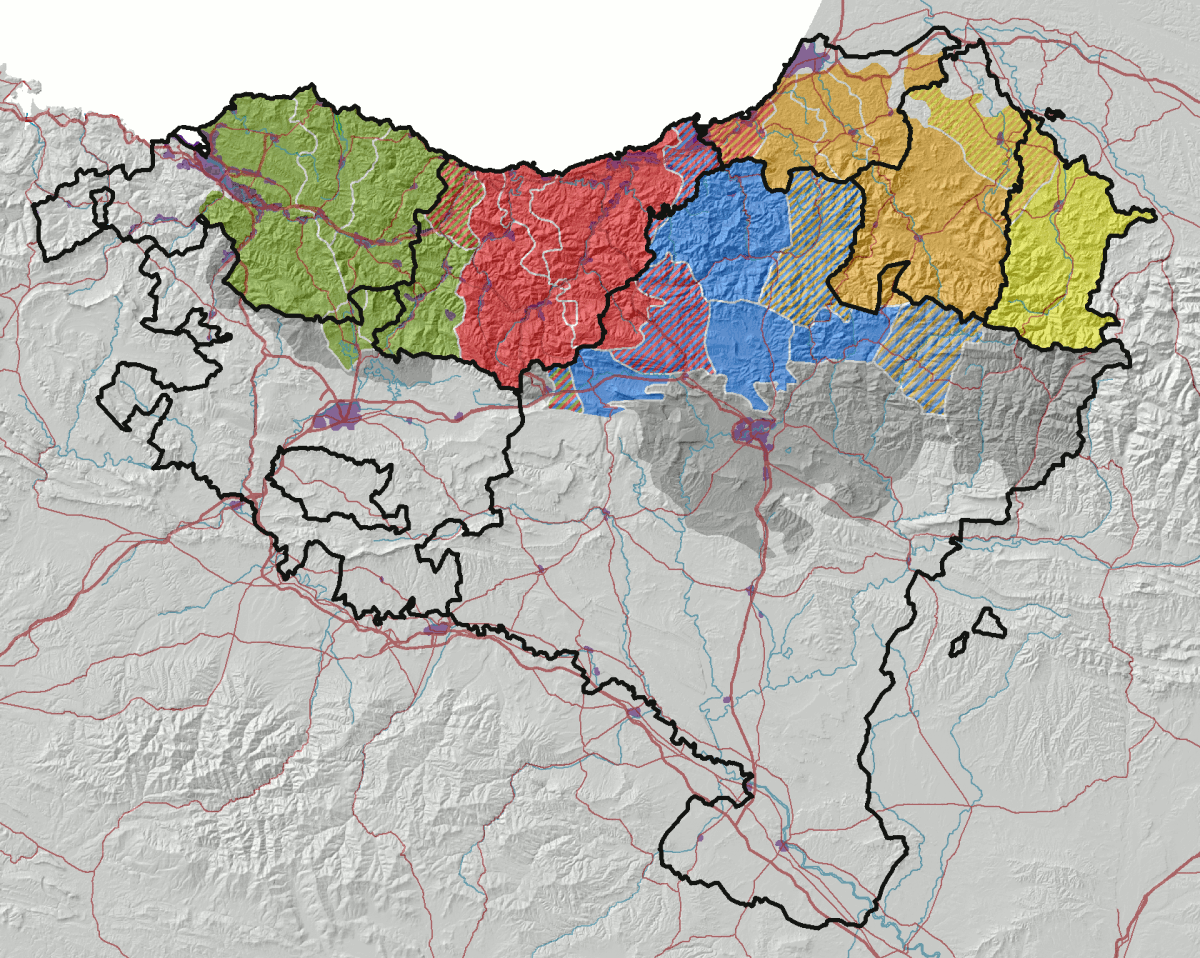
Les dialectes du basque selon Koldo Zuazo
L'occidental (biscaïen)
Le central (guipuscoan)
Le navarrais
Le navarro-labourdin
Le souletin
autres aires du basque cf. 1850 (Louis-Lucien Bonaparte)

Par la détermination spécifique des zones bascophones de Navarre, la loi provinciale détermine l'existence d'une zone de Navarre dans laquelle le basque est la langue vivante et traditionnelle de communication de ses habitants , et d'une autre zone où elle n'est pas ; en utilisant pour cela un concept similaire à celui de prédominance linguistique qui informe la législation linguistique valencienne et qui a également été adopté par les Aragonais.
La loi a également reconnu l'espagnol et le basque, quel que soit le régime officiel établi, le caractère des langues propres de Navarre et a établi que les variétés dialectales du basque en Navarre feraient l'objet d'une protection spéciale. 
Bien que la loi ne précise pas quelles sont ces variétés dialectales de Navarre, issues de sphères philologiques, la classification faite par Koldo Zuazo en 1998 est généralement prise comme référence, et qui considère que trois dialectes du basque survivent en Navarre : le navarrais, le navarro-labourdin et le navarrais central et oriental, classés historiquement est en deux sous-variétés : Salazarien, avec quelques centaines de locuteurs, et le basque de Roncal-Erronkari, le roncalais dont le dernier locuteur est mort en 1991 et est considéré comme éteint. La loi provinciale a également établi que l'institution consultative officielle, aux fins de l'établissement des normes linguistiques, serait l'Académie de la langue basque ou Euskaltzaindia.

## Zonification linguistique

Division de l'espace bascophone, mixte et non bascophone sur le territoire de Navarre.

Conformément aux dispositions de l'Amendement, dans la rédaction de la loi provinciale, une version du concept juridique de prédominance linguistique a été utilisée comme instrument pour réglementer le pluralisme linguistique de la Navarre, déterminant un zonage linguistique structuré dans la reconnaissance de l'existence d'une zone bascophone dans laquelle le basque serait co-officiel avec l'espagnol, et une zone non bascophone dans laquelle la seule langue officielle serait l'espagnol.
Cependant, le cours des débats parlementaires a conduit à l'ajout d'une zone mixte, lorsqu'il a été convaincu que la diversité de la réalité linguistique, sociale, culturelle et historique de la Navarre ne conseillait pas la division du territoire entre les seules régions bascophones ou de langue castillane. De cette façon, et malgré la décision que le basque serait une langue co-officielle avec l'espagnol uniquement dans la zone bascophone, il a été reconnu que dans les zones hispanophones de Navarre, il y avait une différence entre deux autres zones.
D'une part, une zone territoriale dans laquelle l'euskara n'avait plus été parlé depuis plusieurs siècles (région de Tudela) ou dans laquelle l'euskara avait cessé d'être parlé il y a 2 ou 3 siècles (comme la partie nord de la Ribera Alta de Navarre et la majeure partie de la zone médiane) et dans laquelle, par conséquent, l'espagnol avait été pratiquement la langue de communication.
D'autre part, une deuxième zone dans laquelle, bien qu'étant à prédominance castillane, langue de communication et d'expression d'une partie importante de la population, était jusqu'à un passé récent (Bassin de Pampelune , Vallée de Roncal et Vallée de Salazar, Estella-Lizarra) le basque pouvait être considéré comme la langue traditionnelle de ce territoire, de plus il y avait aussi une minorité importante de locuteurs bascophones. 
Cette zone mixte comprendrait Pampelune comme capitale et une zone de contact entre les deux prédominances linguistiques. Dans la zone mixte, le castillan serait la seule langue officielle, mais étant donné qu e la basque avait été la langue historique traditionnelle du territoire, il bénéficierait d'une série de mesures spéciales spécifiques pour sa promotion et sa récupération.
Ainsi, la loi forale de l'euskara a tracé un panorama juridique linguistique de la Navarre structuré entre une zone à prédominance linguistique bascophone (zone bascophone) avec deux langues co-officielles (l'espagnol et le basque) et deux zones de prédominance linguistique castillane (zone mixte et zone non basque) avec une seule langue officielle (l'espagnol), sachant que dans la zone mixte, le basque bénéficierait d'un régime spécial qui encourage et promeut son utilisation. 

### Sources et bibliographie
- (es) « Ley Foral 18/1986, del 15 de diciembre del vascuence », sur www.lexnavarra.navarra.es, LexNavarra, Gouvernement de Navarre, 15 décembre 1986 (consulté le 3 décembre 2016)Version consolidée avec les modifications du 23 février 2010 et du 24 février 2015.
- (es) « Ley Orgánica 13/1982, de 10 de agosto, de reintegración y amejoramiento del régimen foral de Navarra », sur www.lexnavarra.navarra.es, LexNavarra, Gouvernement de Navarre, 10 août 1982 (consulté le 3 décembre 2016)